# Be-bop-a-lula
Be-bop-a-lula is een studioalbum van Spinvis.

## Inleiding
Spinvis wendde zich voor dit album tot spreektaal waarbij er van onderwerp naar onderwerp wordt gegaan zonder dat er (voor derden) een logisch verband is te vinden. Dit is bijvoorbeeld al terug te vinden in de titel van track Tingeltangelhersenpan, zoals Spinvis zijn gedachtegang(en) probeert te bewoorden. De tekst begint met “ik ben een klusjesman”, maar schakelt naar een “blauwe planeet “, “veertig graden”, “geen account” en zo verder. De teksten in het bijbehorend boekwerkje zijn dan ook “gewoon” achter elkaar weergegeven, zonder enige indeling in regels of alinea’s. Ook de titel van het album wijst in die richten; de titel is ontleend aan vreugdekreet Be-bop-a-lula van Gene Vincent (in een sample te horen), dat klonk lekker, maar niemand wist/weet daar het voor staat. Centraal thema van het album is onbezorgdheid, eenvoud, maar toch ook de kleine problemen van de mensen.   
Opnamen vonden grotendeels plaats in Het Vaticaan in Nieuwegein (werkplaats van Spinvis); strijkinstrumenten in Studio Moskou in Utrecht. Het album werd door Joeri Saal gemixt in studio 150 in de Bethlehemkerk in Amsterdam-Noord. Voor de muziekstijl speelde Spinvis leentjebuur bij allerlei stijlen, zoals bijvoorbeeld synthpop etc, terwijl de titel toch echt uit de rock-'n-roll komt. Het album werd gestoken in een met als afbeelding een schilderij van Spinvis zelf. Het album werd uitgegeven op zowel geel als zwart vinyl en compact disc. 

## Musici
- Spinvis- Erik de Jong: zang en alle muziekinstrumenten, behalve
- Saartje van Camp: cello (2, 3, 4, 5, 10, 12, 13), zang (4, 7, 8, 10, 13)
- Merel Junge: viool (2, 3, 4, 8, 9, 10, 12, 13), zang (7, 8, 10, 13)
- Marcel van As:  zang (7, 8, 10)
- Jan Teertstra: basgitaar (2, 3, 10) en zang (7, 8, 10)
- Lucas Oloeman: zang (7, 8, 10)
- Franc Timmerman: zang (7, 8, 10)
- Jeffrey Bruinsma: viool (2, 3, 4, 10, 12, 13), zang (8)
- Ro Krauss: altviool (2, 3, 4, 10, 12, 13), zang (8)

## Muziek
| Nr. | Titel                                                  | Duur |
| --- | ------------------------------------------------------ | ---- |
| 1.  | Tingeltangelhersenpan (Spinvis)                        | 4:31 |
| 2.  | Wie zag het licht (Spinvis)                            | 4:00 |
| 3.  | Portugal (Spinvis)                                     | 5:07 |
| 4.  | lente ‘22 (Spinvis)                                    | 4:35 |
| 5.  | Weg zijn doet geen pijn (Spinvis)                      | 4:02 |
| 6.  | Zelfde tafel, ander jaar (Spinvis)                     | 3:19 |
| 7.  | Paradijs (Spinvis)                                     | 5:04 |
| 8.  | Icarus I (Spinvis)                                     | 4:33 |
| 9.  | Icarus II (Spinvis)                                    | 1:14 |
| 10. | Lang zal hij leven (Spinvis)                           | 3:04 |
| 11. | Speel dat ik leef (Spinvis)                            | 3:31 |
| 12. | Be-bop-a-lula (Spinvis, Van Camp, Junge, Bruinsma, Ro) | 1:19 |
| 13. | Oogstlied (Spinvis)                                    | 3:22 |
| 14. | Kalix Berna (Spinvis)                                  | 1:23 |

## Nasleep
Het album stond drie weken in de Album Top 100 (hoogste plaats 3) en vijf weken in de Vlaamse Ultratop 200. Tussen september 2023 en januari 2024 volgde een gelijknamige concertreeks door Nederland en België ("leven op een avond in het heelal", aldus Spinvis). Het slotconcert vond plaats op 25 januari 2024 in Koninklijk Theater Carré, dat jubileumconcert (20 jaar Spinvis; het album) zou eigenlijk ruim een jaar eerder plaatsvinden, maar werd uitgesteld in verband met de coronapandemie; Spinvis vond dat het publiek toen nog niet klaar was om ontspannen naar het theater te komen. Daarna volgde een kleine rustpauze, maar in februari volgden al weer optredens onder de titel Neveldieren met Saartje van Camp; een muziekprogramma dat al in 2022 aanvatte. 
Spinvis mocht vanwege dit album optreden in On Stage van de vpro. Presentatrice Nadia Moussaid ontving hem en door hem uitgenodigde gasten op 6 oktober 2023.